# Sierra de Agullent
La sierra de Agullent es un sistema montañoso español situado en el municipio que le da nombre además de en los de Onteniente, Benisoda y Albaida, en la Comunidad Valenciana. Esta sierra está dispuesta de este a oeste y sirve de límite entre las provincias de Alicante y Valencia, formando una de las últimas estribaciones de la sierra de Mariola, parte de la sierra de Benicadell. La Sierra de Agullent separa los valles de Agres, en la provincia de Alicante, y de Albaida, en la de Valencia, extendiéndose a lo largo de 12 kilómetros, desde el denominado Pou Clar de Onteniente hasta el Puerto de Albaida, donde linda con la Sierra del Benicadell.
Su cima más alta es la Covalta con 889 metros de altura.

## Flora
En esta sierra predomina entre su vegetación el carrascal y el pino.
- Datos: Q5477243
- Multimedia: Serra d'Agullent / Q5477243